# ウィキッド・セレブレーション
- ユニバーサル・デスティネーションズ&エクスペリエンシズ > ユニバーサル・スタジオ・ジャパン > ユニバーサル・スタジオ・ジャパンのスペシャルイベント > ウィキッド・セレブレーション
- ウィキッド > ウィキッド ふたりの魔女 > ウィキッド・セレブレーション

『ウィキッド・セレブレーション』（英: Wicked Celebration）は、ユニバーサル・スタジオ・ジャパンで開催されている特別プログラムである。ユニバーサル映画『ウィキッド ふたりの魔女』の公開を記念して実施されている。

## 概要
ユニバーサル・スタジオ・ジャパンでは、2006年から2011年まで、ブロードウェイのオリジナルミュージカルを基にした特別版『WICKED（ウィケッド）』を日本で初めて上演した。同作はトニー賞やグラミー賞など、数多くの国際的な賞を受賞しており、パークはその初期から作品と関わりを持っていた。今回の開催は、14年ぶりに『ウィキッド』の世界を体験できる機会となる。

## プログラム内容

### ウィキッド ～オズの魔女たち～
| ウィキッド ～オズの魔女たち～ Wicked: The Witches of Oz | ウィキッド ～オズの魔女たち～ Wicked: The Witches of Oz          |
| ------------------------------------------------------- | ---------------------------------------------------------------- |
| 開始日                                                  | 2025年3月7日                                                     |
| 終了日                                                  | 2025年12月31日                                                   |
| 開催場所                                                | 「ハリウッド・ドリーム・ザ・ライド」出口付近のショーウインドー前 |
| タイプ                                                  | グリーティング                                                   |
| 所要時間                                                | 約25分                                                           |

日本で唯一、「エルファバ」と「グリンダ」に直接会えるグリーティング。ゲストはふたりの魔女と交流したり、一緒に記念写真を撮影したりすることができる。

### ウィキッド ～衣装特別展示～
| ウィキッド ～衣装特別展示～ Wicked: Special Costume Exhibit | ウィキッド ～衣装特別展示～ Wicked: Special Costume Exhibit    |
| ----------------------------------------------------------- | -------------------------------------------------------------- |
| 開始日                                                      | 2025年3月7日                                                   |
| 終了日                                                      | 2025年4月20日                                                  |
| 開催場所                                                    | 「ハリウッド・ドリーム・ザ・ライド」出口付近のショーウインドー |
| タイプ                                                      | 衣装特別展示                                                   |

アカデミー賞衣装デザイン賞にノミネートされた映画のレプリカ衣装や小道具を特別展示する企画。展示内容には、オズを統治し最も偉大かつ恐れられる存在である「オズの魔法使い」、そして「エルファバ」や「グリンダ」が通うシズ大学で魔法の権威を持つ「マダム・モリブル」の衣装がある。

4月20日まで展示され、その後は「エルファバ」のほうきや「グリンダ」のステッキなどのアイテムが展示されている。

## フード
「エルファバ」と「グリンダ」をイメージしたカラーのピーナッツバター味チュリトスが、2025年3月7日から「ユニバーサル・モンスター・ライブ・ロックンロール・ショー」前のフードカートで販売されている。販売カートには、作品をモチーフにした装飾が施されている。

## グッズ
2024年に登場したグッズブランド「UNIVRS（ユニバース）」の新シリーズとして、『ウィキッド』をテーマにしたアイテムが展開されている。ホワイトとブラックの2色でユニセックス展開されるTシャツ、『ウィキッド』の世界観を表現したアートが特徴的なトートバッグ、オーセンティックなデザインのキーチェーンのほか、ポーチやステンレスタンブラーなども登場した。「ユニバーサル・スタジオ・セレクト」の外観には「エルファバ」と「グリンダ」の写真が飾られ、店内は『ウィキッド』の世界観にあふれるデコレーションで彩られている。